# Tour Incity
De Tour Incity, is een kantoorgebouw en wolkenkrabber in Lyon, La Part-Dieu.
De Tour Incity is 200 meter hoog. De toren is, in 2016, de hoogste wolkenkrabber van Lyon, gevolgd door de Tour Part-Dieu (bijgenaamd "het potlood") en de Tour Oxygène, en de derde hoogste wolkenkrabber in Frankrijk na de Tour First (La Defense) en de Tour Montparnasse (Parijs).